# Daiana Capdevila
Daiana Andrea Capdevila (c. 1987) es una química argentina ganadora de la beca L'Oréal – UNESCO “Por las mujeres en la ciencia” por sus estudios para medir la contaminación del agua. Es una investigadora asistente del CONICET del Instituto de Investigaciones Bioquímicas de Buenos Aires (IIBBA, CONICET-Fundación Instituto Leloir) y jefa de laboratorio de la Fundación Instituto Leloir.

## Carrera profesional
Daiana Capdevila egresó del Colegio Nacional de Buenos Aires, posteriormente se graduó de licenciada y doctora en Ciencias Químicas en el área Química Inorgánica, Analítica y Química Física de la Facultad de Ciencias Exactas y Naturales de la Universidad de Buenos Aires. Su tesis doctoral presentada en 2015 abordó los "Mecanismos de inducción y regulación de la función alternativa del citocromo c: fundamentos estructurales".
Empezó estudiando cómo actúan las bacterias en situaciones de estrés en el cuerpo humano. En 2018, fue invitada a trabajar con una beca postdoctoral a un proyecto de la Universidad Northwestern, en Illinois, Estados Unidos, donde se le propuso utilizar los datos de su investigación previa para medir las bacterias en agua mediante reactivos de proteínas específicas de las mismas bacterias. Este sistema de detección fue llamado “Rosalind”, en honor a Rosalind Franklin, y permite detectar más de 15 contaminantes, entre ellos metales como cobre, plomo, zinc, cadmio; distintos tipos de antibióticos; y otras sustancias.
Desde 2018 es jefa del laboratorio Fisicoquímica de Enfermedades Infecciosas en la Fundación Instituto Leloir, que se ha enfocado en el estudio de los mecanismos evolución molecular que garantizan la supervivencia de patógenos bacterianos en el cuerpo humano. Luego ingresó en la Carrera del Investigador del Consejo Nacional de Investigaciones Científicas y Técnicas de Argentina (CONICET).
En 2019, Capdevila aplicó su trabajo al estudio de la contaminación en la Cuenca Matanza-Riachuelo, una de las cuencas más contaminadas de Argentina y de Latinoamérica. Para ello, se asoció con ACUMAR, la entidad estatal que monitorea las aguas de la cuenca y formuló el proyecto “Sensores libres de células para la detección rápida de metales pesados en agua en la Cuenca Matanza-Riachuelo”. Por este trabajo que busca poner a prueba un método de evaluación rápida y económica de la calidad de agua, recibió el premio de la categoría Beca L´Oréal – UNESCO “Por las mujeres en la ciencia” en 2020.
Participa activamente en la divulgación y promoción de la visibilidad de las mujeres en la Ciencia.